# Mullenskasteel

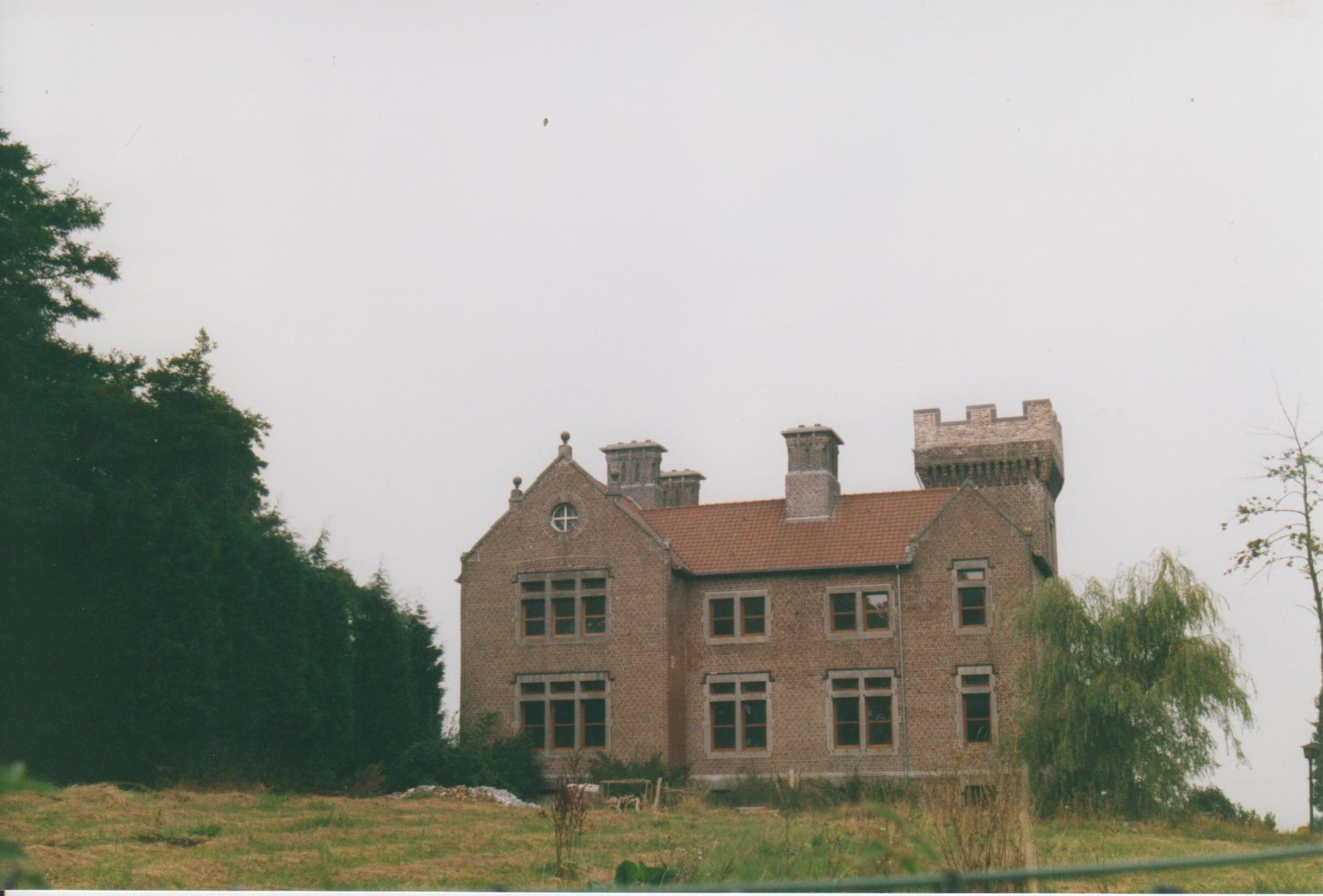
Mullenskasteel

Het Mullenskasteel is een kasteel in de tot de Oost-Vlaamse gemeente Brakel behorende plaats Opbrakel, gelegen aan Wolfskerke 12.
Het kasteeltje werd in 1893 gebouwd in opdracht van Adile Eugène Mulle de ter Schueren, als woonhuis nabij het ook in zijn bezit zijnde Hof te Wolfskerke.
Het kasteeltje werd gebouwd in eclectische stijl maar met veel elementen van de Engelse neogotiek. Opvallend is een vierkante hoektoren met kantelen. Verder valt de hoge schoorsteen op.